# Antun Račić
Antun Račić (ur. 5 września 1990 w Dubrowniku) – chorwacki zawodnik mieszanych sztuk walki (MMA). W latach 2019-2021 międzynarodowy mistrz polskiej organizacji KSW w wadze koguciej. Od 2023 związany kontraktem z czesko-słowacką organizacją Oktagon MMA oraz od 2024 z chorwacką FNC.

## Kariera MMA

### KSW
W Konfrontacji Sztuk Walki zadebiutował 22 października 2017 podczas rozgrywki KSW 40, rywalem Chorwata był Paweł Polityło. Racić wygrał ten pojedynek niejednogłośną decyzją sędziów. Kolejne dwie walki wygrał poprzez jednogłośne decyzje sędziów (14 kwietnia 2018 na KSW 43 przeciwko Kamilowi Selwie oraz 1 grudnia 2018 na KSW 46 przeciwko Sebastianowi Przybyszowi).
Następnym starciem Račicia było ponowne zestawienie z Polityło podczas gali KSW 49. Wydarzenie odbyło się 18 maja 2019. Jak poprzednie starcie, to również zakończyło się niejednogłośnie na korzyść Chorwackiego „Killera".
9 listopada 2019 KSW zorganizowało galę w Chorwacji. Racić na swojej ziemi przywitał byłego zawodnika UFC – Damiana Stasiaka. Stawką pojedynku był pas mistrzowski w wadze koguciej. Po pięciu rundach sędziowie orzekli większościowe zwycięstwo Chorwata i tym samym zasiadł na tronie dywizji do 61 kg.
Do pierwszej obrony pasa przystąpił 19 grudnia 2020 na KSW 57, rywalem „Kilera" z Dubrownika został Bruno Augusto dos Santos. Po pięciu rundach lepszy okazał się panujący mistrz.
20 marca 2021 na KSW 59: Fight Code Račić stoczył rewanżowy, przegrany pojedynek z Sebastianem Przybyszem, tracąc swoje trofeum w wadze koguciej po emocjonującej pięcio rundowej batalii. Dwa dni po gali federacja KSW postanowiła nagrodzić obu zawodników podwójnym bonusem za najlepszą walkę wieczoru.
4 września 2021 podczas wydarzenia KSW 63 przegrał przez poddanie (duszenie gilotynowe) już w pierwszej odsłonie z Jakubem Wikłaczem.

### EMC i powrót do KSW
Račić będąc po 2 porażkach z rzędu na galach KSW kolejny swój pojedynek stoczył dla niemieckiej federacji Elite MMA Championship. Podczas gali EMC 9 odbywającej się 16 kwietnia 2022 w Düsseldorfie, pokonał na pełnym dystansie (3rundy/5minutowe) reprezentanta Brazylii, Jeovanny'a de Oliveirę.
12 listopada 2022 w Grodzisku Mazowieckim podczas KSW 76 zmierzył się z Gruzinem, Zuriko Jojuą. Pojedynek na przestrzeni trzech rund przez zapaśniczą dominację zwyciężył Jojua.

### Oktagon MMA
W marcu 2023 roku podpisał kontrakt z czesko-słowacką organizacją Oktagon MMA. W debiucie dla tej federacji, który odbył 17 czerwca 2023 podczas gali Oktagon 44 w niemieckim Oberhausen, pokonał przez techniczny nokaut Brazylijczyka, Nuno Costę. Już w pierwszej rundzie przeciwnik Račicia doznał kontuzji (złamany palec u nogi) przez co nie mógł kontynuować pojedynku.
Następnie Račić dwukrotnie wypadał z walk, które były planowane w lipcu (Oktagon 45) i listopadzie (Oktagon 48). W tej pierwszej planowano by zawalczył o pas mistrzowski z panującym wtedy mistrzem, Jonasem Mågårdem. Zaś w drugim starciu został zestawiony z byłym mistrzem Cage Warriors, Jackiem Cartwrightem o miano pretendenta do tytułu.
W drugiej walce dla czesko-słowackiej promocji zawalczył z reprezentantem Niemiec, Maxem Cogą. Starcie zawodników odbyło się w wadze lekkiej (70,3 kg) 12 października 2024 na niemieckim stadionie piłkarskim Deutsche Bank Park podczas gali Oktagon 62: Bigger Than Ever. Przegrał przez techniczny nokaut w drugiej rundzie, kiedy to został naruszony przez Niemca kolanem, po którym upadł, a następnie został dobity ciosami.

### FNC
Pod koniec grudnia 2024 roku, podpisał kontrakt na walkę z chorwacką federacją Fight Nation Championship. 15 lutego 2025 podczas wydarzenia FNC 21 w Zadarze, miał zmierzyć się z weteranem organizacji Bellator MMA i ACB, Andrewem Fisherem. Starcie zakontraktowano w wadze lekkiej. W późniejszym czasie Brytyjczyk odwołał swój występ, a na jego miejsce wszedł zawodnik z Wenezueli, Luis Miguel Aular. Račić zwyciężył przez techniczny nokaut pod koniec drugiej rundy.
12 kwietnia 2025 na gali FNC 22 w Lublanie, zawalczył o pas mistrzowski FNC wagi lekkiej, mierząc się z aktualnym mistrzem, Francisco Barrio. W drugiej rundzie został poddany duszeniem trójkątnym rękoma.

## Osiągnięcia

### Judo
- Czarny pas[33].

### Grappling
- 2010: Mistrz świata FILA Juniorów[33].

### Mieszane sztuki walki
- Final Fight Championship
  - 2014-2016: Mistrz FFC w wadze piórkowej[34].
- Konfrontacja Sztuk Walki
  - 2019-2021: Międzynarodowy mistrz KSW w wadze koguciej[2].
  - 2021: Podwójny bonus w kategorii „walka wieczoru” (gala KSW 59)[15].
  - 2022: Herakles w kategorii „walka roku" z 2021 (gala KSW 59)[35].

## Lista zawodowych walk w MMA
| Wynik     | Bilans  | Przeciwnik (bilans przed walką) | Rozstrzygnięcie                                   | Runda | Czas | Rozgrywki                                     | Data       | Miejsce             | Uwagi                                                                                         |
| --------- | ------- | ------------------------------- | ------------------------------------------------- | ----- | ---- | --------------------------------------------- | ---------- | ------------------- | --------------------------------------------------------------------------------------------- |
| Przegrana | 28-13-1 | Francisco Barrio (14-4)         | Poddanie (duszenie trójkątne rękoma)              | 2     | 3:00 | FNC 22: Fabjan vs. Kita                       | 12.04.2025 | Lublana             | Pojedynek o wakujący pas mistrzowski FNC w wadze lekkiej. Co-Main Event                       |
| Wygrana   | 28-12-1 | Luis Miguel Aular (9-2)         | TKO (ciosy pięściami w parterze)                  | 2     | 4:27 | FNC 21: Batur vs. Andryszak                   | 15.02.2025 | Zadar               | Debiut w FNC. Pojedynek w limicie umownym -68 kg.                                             |
| Przegrana | 27-12-1 | Max Coga (26-8-1)               | TKO (kolano i ciosy pięściami)                    | 2     | 1:41 | Oktagon 62: Bigger Than Ever                  | 12.10.2024 | Frankfurt nad Menem | Przejście do wagi lekkiej (70,3 kg).                                                          |
| Wygrana   | 27-11-1 | Nuno Costa (15-3-1)             | TKO (kontuzja przeciwnika - złamany palec u nogi) | 1     | 3:43 | Oktagon 44: Langer vs. Poppeck                | 17.06.2023 | Oberhausen          | Debiut w Oktagon MMA.                                                                         |
| Przegrana | 26-11-1 | Zuriko Jojua (8-1)              | Decyzja (jednogłośna)                             | 3     | 5:00 | KSW 76: Parnasse vs. Rajewski                 | 12.11.2022 | Grodzisk Mazowiecki |                                                                                               |
| Wygrana   | 26-10-1 | Jeovanny de Oliveira (9-2)      | Decyzja (jednogłośna)                             | 3     | 5:00 | EMC 9                                         | 16.04.2022 | Düsseldorf          | Debiut w EMC. Limit umowny -63 kg                                                             |
| Przegrana | 25-10-1 | Jakub Wikłacz (11-3-1)          | Poddanie (duszenie gilotynowe)                    | 1     | 1:57 | KSW 63: Crime of The Century                  | 04.09.2021 | Warszawa            |                                                                                               |
| Przegrana | 25-9-1  | Sebastian Przybysz (7-2)        | Decyzja (jednogłośna)                             | 5     | 5:00 | KSW 59: Fight Code                            | 20.03.2021 | Łódź                | Stracił pas mistrzowski KSW w wadze koguciej. Podwójny bonus za walkę wieczoru. Co-Main Event |
| Wygrana   | 25-8-1  | Bruno Augusto dos Santos (9-1)  | Decyzja (jednogłośna)                             | 5     | 5:00 | KSW 57: De Fries vs. Kita                     | 19.12.2020 | Łódź                | Obronił pas mistrzowski KSW w wadze koguciej.                                                 |
| Wygrana   | 24-8-1  | Damian Stasiak (11-6)           | Decyzja (większościowa)                           | 5     | 5:00 | KSW 51: Croatia                               | 09.11.2019 | Zagrzeb             | Zdobył pas mistrzowski KSW w wadze koguciej.                                                  |
| Wygrana   | 23-8-1  | Paweł Polityło (4-1)            | Decyzja (niejednogłośna)                          | 3     | 5:00 | KSW 49: Soldić vs. Kaszubowski                | 18.05.2019 | Gdańsk/Sopot        |                                                                                               |
| Wygrana   | 22-8-1  | Sebastian Przybysz (4-1)        | Decyzja (jednogłośna)                             | 3     | 5:00 | KSW 46: Narkun vs. Khalidov 2                 | 01.12.2018 | Gliwice             |                                                                                               |
| Wygrana   | 21-8-1  | Kamil Selwa (10-6)              | Decyzja (jednogłośna)                             | 3     | 5:00 | KSW 43: Soldić vs. du Plessis                 | 14.04.2018 | Wrocław             | Powrót do wagi koguciej (61,2 kg).                                                            |
| Wygrana   | 20-8-1  | Paweł Polityło (0-0)            | Decyzja (niejednogłośna)                          | 3     | 5:00 | KSW 40: Dublin                                | 22.10.2017 | Dublin              | Debiut w KSW.                                                                                 |
| Wygrana   | 19-8-1  | Tobias Huber (10-11)            | Decyzja (niejednogłośna)                          | 3     | 5:00 | Superior FC 18: Coga vs. Requeijo             | 16.09.2017 | Ludwigshafen        | Limit umowny -61 kg.                                                                          |
| Przegrana | 18-8-1  | Edgars Skrīvers (14-3)          | Decyzja (jednogłośna)                             | 3     | 5:00 | Superior FC 17: Asrih vs. Bakocevic           | 20.05.2017 | Düren               | Walki w wadze koguciej (61,2 kg).                                                             |
| Remis     | 18-7-1  | Musa Kazikhanov (3-0)           | Remis                                             | 3     | 5:00 | M-1 Challenge 69: Battle in the Mountains 5   | 16.07.2016 | Targim              | Walki w wadze koguciej (61,2 kg).                                                             |
| Przegrana | 18-7    | Witalij Branchuk (20-5)         | Decyzja (niejednogłośna)                          | 3     | 5:00 | M-1 Challenge 64: Smoldarev vs. Volkov        | 19.02.2016 | Moskwa              | Walki w wadze koguciej (61,2 kg).                                                             |
| Wygrana   | 18-6    | Alexei Nevzorov (9-1)           | Decyzja (jednogłośna)                             | 3     | 5:00 | M-1 Challenge 61: Battle of Narts 2           | 20.09.2015 | Nazrań              | Walki w wadze koguciej (61,2 kg).                                                             |
| Przegrana | 17-6    | Tural Ragimov (12-2)            | Poddanie (dźwignia prosta na staw łokciowy)       | 3     | 4:27 | M-1 Challenge 58: Battle in the Mountains 4   | 06.06.2015 | Inguszetia          | Walka w wadze piórkowej (65,8 kg).                                                            |
| Wygrana   | 17-5    | Lemmy Krušič (16-2)             | Decyzja (jednogłośna)                             | 3     | 5:00 | Final Fight Championship 14                   | 03.10.2014 | Lublana             | Zdobył pas FFC w wadze piórkowej.                                                             |
| Wygrana   | 16-5    | Janos Gönczi (2-2)              | Poddanie (duszenie północ-południe)               | 2     | 4:20 | Night Of The Gladiators 9                     | 03.07.2014 | Dubrownik           | Walka w wadze koguciej (61,2 kg).                                                             |
| Wygrana   | 15-5    | Zoltán Turi (1-0)               | Poddanie (dźwignia prosta na staw łokciowy)       | 1     | 4:45 | Final Fight Championship 12                   | 21.12.2013 | Lublana             | Walka w wadze piórkowej (65,8 kg).                                                            |
| Wygrana   | 14-5    | Jasmin Ilijaš (0-0)             | Decyzja (niejednogłośna)                          | 2     | 5:00 | Noc Gladiatora 8                              | 21.12.2013 | Dubrownik           |                                                                                               |
| Przegrana | 13-5    | Max Coga (7-1)                  | Poddanie (duszenie zza pleców)                    | 2     | 4:57 | Respect Fighting Championship 10              | 28.09.2013 | Wuppertall          | Walka w wadze piórkowej (65,8 kg).                                                            |
| Wygrana   | 13-4    | Artak Nazaryan (9-1)            | Decyzja (jednogłośna)                             | 3     | 5:00 | Final Fight Championship 5                    | 24.05.2013 | Osijek              |                                                                                               |
| Wygrana   | 12-4    | Bojan Kosednar (9-6)            | Decyzja (jednogłośna)                             | 3     | 5:00 | Final Fight Championship 4                    | 10.05.2013 | Zadar               |                                                                                               |
| Wygrana   | 11-4    | Cristian Binda (7-8)            | Poddanie (skrętówka)                              | 1     | 4:11 | Noc Gladiatora 7                              | 21.12.2012 | Dubrownik           |                                                                                               |
| Przegrana | 10-4    | Juha-Pekka Vainikainen (19-5-1) | Poddanie (duszenie gilotynowe)                    | 2     | 4:37 | Fight Festival 32                             | 13.10.2012 | Helsinki            | Walki w wadze lekkiej (70,3 kg).                                                              |
| Wygrana   | 10-3    | Salman Zhamaldaev (0-0)         | Poddanie (duszenie gilotynowe)                    | 2     | 3:36 | M-1 Challenge 33: Emelianenko vs. Magomedov 2 | 06.06.2012 | Inguszetia          | Walki w wadze lekkiej (70,3 kg).                                                              |
| Przegrana | 9-3     | Arciom Damkouski (11-6)         | KO (slam)                                         | 1     | 2:16 | M-1 Challenge 29: Samoilov vs. Miranda        | 19.11.2011 | Ufa                 | Walki w wadze lekkiej (70,3 kg).                                                              |
| Wygrana   | 9-2     | Vugar Bakhshiev (5-3)           | Poddanie (duszenie zza pleców)                    | 3     | 3:54 | M-1 Ukraine: European Battle                  | 04.06.2011 | Kijów               | Walki w wadze lekkiej (70,3 kg).                                                              |
| Wygrana   | 8-2     | Ivan Curak (0-0)                | Poddanie (duszenie trójkątne rękoma)              | 1     | ?    | Noc Gladijatora                               | 23.04.2011 | Novi Travnik        |                                                                                               |
| Wygrana   | 7-2     | Bojan Bilic (0-0)               | Poddanie (duszenie trójkątne rękoma)              | 1     | ?    | Noc Gladijatora                               | 23.04.2011 | Novi Travnik        |                                                                                               |
| Przegrana | 6-2     | Alexei Nevzorov (2-1)           | Poddanie (dźwignia prosta na staw łokciowy)       | 1     | 3:55 | M-1 Selection 2011: European Tournament       | 31.03.2011 | Machaczkała         | Walka w wadze lekkiej (70,3 kg).                                                              |
| Wygrana   | 6-1     | Aleksandar Vickovic (1-1)       | Poddanie (klucz na rękę)                          | 1     | 3:10 | HF 1: The Beginning                           | 22.01.2011 | Split               |                                                                                               |
| Wygrana   | 5-1     | Lemmy Krušič (3-0)              | Poddanie (duszenie zza pleców)                    | 1     | 3:26 | WFC 11: Bash at the Beach                     | 31.07.2010 | Portorož            |                                                                                               |
| Przegrana | 4-1     | Cristian Binda (5-7)            | Poddanie (duszenie zza pleców)                    | 2     | ?    | Xtreme MMA Championship 2                     | 09.05.2010 | Rzym                |                                                                                               |
| Wygrana   | 4-0     | Tomáš Deák (3-2)                | Poddanie (duszenie zza pleców)                    | 1     | 3:50 | Noc Gladiatora 5                              | 10.04.2010 | Dubrownik           |                                                                                               |
| Wygrana   | 3-0     | Sreten Miletic (5-0)            | Poddanie (dźwignia prosta na staw łokciowy)       | 1     | ?    | Milenium Fighting Challenge 1                 | 28.11.2009 | Split               |                                                                                               |
| Wygrana   | 2-0     | Tibor Hlada (0-0)               | Poddanie (duszenie zza pleców)                    | 1     | ?    | Slano Fight Night                             | 15.08.2009 | Dubrownik           |                                                                                               |
| Wygrana   | 1-0     | Drazen Matejic (0-0)            | Poddanie (dźwignia prosta na staw łokciowy)       | 2     | ?    | Noc Gladiatora 4                              | 25.04.2009 | Dubrownik           |                                                                                               |